# سلفادور كامارانو
سلفادور كامارانو، (بالإنجليزية:  Salvadore Cammarano)‏، (الذي يُعرف أيضًا بسلفاتوري)، ولد في نابولي في 19 مارس 1801، وتوفي في 17 يوليو 1852، كان كاتب كلمات أوبرا وكاتبا مسرحيا إيطاليًا غزير الإنتاج، وربما ذاع صيته بدرجة أكبر بعد كتابته نص عروس لاميرمور [الإنجليزية]، عام 1835، لصاحبها غايتانو دونيزيتي.
بالنسبة لدونيزيتي، فقد ساهم معه في كتابة نص أوبرا حصار كاليه [الإنجليزية] عام 1836، وبيليساريو [الإنجليزية] في 1836، وبيا دي تولومي [الإنجليزية] في 1837، وروبرتو دفيرو [الإنجليزية] في 1837، وماريا دو رودينز [الإنجليزية] في 1838، وبوليوتو [الإنجليزية] في 1838، وماريا دي روهان [الإنجليزية] في 1843، أما بالنسبة لـ جوزيبي برسياني [الإنجليزية]، فكان هو مؤلف إينيس دي كاسترو.
أما مع فيردي، فكتب ألزيرا (أوبرا) [الإنجليزية] (عام 1845)، ولو باتاغليا دي ليجنانو [الإنجليزية] (عام 1849)، ولويزا ميلر [الإنجليزية] (عام 1849)، وانتهى تقريبًا من كتابة كلمات أوبرا إيل ترافاتوري [الإنجليزية] (عام 1853)، حيث توفي في عام 1852.
وأكملها بعده ليون إيمانويل بارداري [الإنجليزية]. بدأ كامارانو أيضًا كتابة نص أوبرا التعديل المقترح لمسرحية ويليام شكسبير وهي الملك لير، باسم ري لير [الإنجليزية]، ولكنه توفى قبل إكمالها؛ ومازال السيناريو المفصل باقيًا حتى الآن.

## نصوص الأوبرا التي كتبها كامارانو
| - العروس (إجيستو فيجنوزي [الإنجليزية]). - إينيس دي كاسترو (جوزيبي بارسياني [الإنجليزية]) بالاشتراك مع جيوفاني إيمانيول بيدره [الإنجليزية]. - أن ماتريمونيو بير راجيوني [الإنجليزية] (جوزيبي ستافا [الإنجليزية]. - عروسة لاميرمور [الإنجليزية] (غايتانو دونيزيتي). - بيليساريو (غايتانو دونيزيتي) - حصار كاليه (غايتانو دونيزيتي) - يوفيميو دي ميسينا (Eufemio di Messina)(جوزيبي برسياني)، مقتبسة من نص الأوبرا الأصلي لـ فيليس روماني (Felice Romani) - بيا دي تولومي (غايتانو دونيزيتي) - روبرتو دفيرو (Roberto Devereux) (غايتانو دونيزيتي) - ماريا دي رودينز (غايتانو دونيزيتي) - بوليوتو (غايتانو دونيزيتي)، عرضت لأول مرة في عام 1848 - إلينا دي فيلتري (Elena da Feltre) (سافيريو ميركادانتي) (Saverio Mercadante) - سيارلاتاني الأولي (I ciarlatani) (لويجي كامارانو) (لويجي كامارانو) - إيل كونتي دي تشاليس (Il Conte di Chalais)(جوزيبي ليليو) (Giuseppe Lillo) - كريستينا دي سفيزيا (Cristina di Svezia) (أليساندرو نيني) (Alessandro Nini) - سافو (Saffò) (جيوفاني باشيني) (Giovanni Pacini) - لاه فيستالي (La vestale (Mercadante)) (سافيريو ميركادانتي) (Saverio Mercadante) - لويجي رولا (Luigi Rolla) (فيديريكو ريتشي) (Federico Ricci) - إيل بروسكريتّو (Il proscritto)(سافيريو ميركادانتي) - لاه فيدانزاتا كورسا (La fidanzata corsa) (جيوفاني باشيني) | - ماريا دي روهان (غايتانو دونيزيتي) - إيل ريجنت (Il reggente) (سافيريو ميركادانتي) - إستر دي انجادي (Ester d'Engaddi) (أشيل بيري) (Achille Peri) - إيل رافيديمنتو (Il ravvedimento) (لويجي كامارانو) - بونديلمونتي (Bondelmonte) (جيوفاني باشيني) - ألزيرا (جوزيبي فيردي) - إيل فاسيلو دي جاما (Il vascello de Gama) (سافيريو ميركادانتي) - ستيلا دي نابولي (Stella di Napoli) (جيوفاني باشيني) - أورازي إيه كيورازي (Orazi e Curiazi) (سافيريو ميركادانتي) - ميروب (Merope) (جيوفاني باشيني) - اليونورا دوري (Eleonora Dori)(فينتشنزو باتيستا) (Vincenzo Battista) - لاه باتاغليا دي ليجنانو (La battaglia di Legnano) (جوزيبي فيردي) - لويزا ميلر (Luisa Miller) (جوزيبي فيردي) - فيرجينيا (Virginia) (سافيريو ميركادانتي) عُرضت لأول مرة في عام 1866 - نون في فيمو سينزا فوكو (Non v'è fumo senza fuoco)(لويجي كامارانو) - مالفينا دي سكوزيا (Malvina di Scozia) (جيوفاني باشيني) - فولكو أرليز (Folco d'Arles) (نيكولا دي جيوسا) (Nicola De Giosa) - ميديا (Medea) (سافيريو ميركادانتي)، مقتبسة من نص الأوبرا الأصلي لفيليس روماني - إيل ترافاتوري (جوزيبي فيردي) |